# Karantin
Karantin (Карантин) è un film del 1983 diretto da Il'ja Abramovič Frėz.

## Trama
All'asilo veniva dichiarata la quarantena e non c'era nessuno con cui lasciare Maša, poiché tutti erano occupati. Ora vivrà con parenti, amici e imparerà molte cose nuove.